# Danh sách cuộc thi sắc đẹp
Cuộc thi sắc đẹp là cuộc thi theo truyền thống tập trung vào việc đánh giá và xếp hạng hấp dẫn thể chất của thí sinh. Các cuộc thi sắc đẹp hiện đã phát triển để bao gồm các tiêu chí khác, chẳng hạn như nhân cách, trí thông minh, tài năng, tính cách, mục đích và sự tham gia từ thiện, thông qua các cuộc phỏng vấn kín với giám khảo hoặc các vòng hỏi đáp thông thường trong vòng chung kết. Thuật ngữ "cuộc thi sắc đẹp" ban đầu ám chỉ đến bốn cuộc thi sắc đẹp quốc tế lớn.

## Cuộc thi sắc đẹp dành cho nữ giới

### Cuộc thi quốc tế

#### Quy mô lớn
Sau đây là danh sách bốn cuộc thi sắc đẹp lớn nhất thế giới (tên gốc Big Four) được coi là quan trọng nhất trên thế giới.
- Miss World (1951)[11] 
(Hoa hậu Thế giới)
- Miss Universe (1952)[12] 
(Hoa hậu Hoàn vũ)
- Miss International (1960)[13] 
(Hoa hậu Quốc tế)
- Miss Earth (2001)[14]
 (Hoa hậu Trái Đất)

#### Quy mô nhỏ
Sau đây là các cuộc thi sắc đẹp quy mô nhỏ. Các danh sách này dựa trên năm thành lập.
- Miss Intercontinental (1971)[15]
 (Hoa hậu Liên lục địa)
- World Miss University (1986)
(Hoa hậu Sinh viên Thế giới)
- Miss Tourism World [en] (1991)
 (Hoa hậu Du lịch Thế giới)
- Top Model of the World (1993)
- Miss Tourism International (1994)
(Hoa hậu Du lịch Quốc tế)
- The Miss Globe (2004)
(Hoa hậu Hoàn cầu)
- Miss Tourism Metropolitan International (2007)
(Hoa hậu Du lịch Đô thị Quốc tế)
- Miss Supranational (2009)
 (Hoa hậu Siêu quốc gia)
- Miss Progress International [en] (2010)
 (Hoa hậu Tiến bộ Quốc tế)
- Miss Supertalent (2011)
 (Hoa hậu Siêu tài năng)
- Miss Scuba International [en] (2010)
(Hoa hậu Lặn biển Quốc tế)
- Face of Beauty International [en] (2012)
(Gương mặt Vẻ đẹp Quốc tế)
- Miss Grand International (2013)
(Hoa hậu Hòa bình Quốc tế)
- Miss Global (2013)[16] 
(Hoa hậu Toàn cầu)
- Miss Global International (2014)[17] 
(Hoa hậu Toàn cầu Quốc tế)
- Miss Cosmopolitan World [en] (2015)
 (Hoa hậu Thành thị Thế giới)
- Miss Eco International [en] (2015)[18] 
(Hoa hậu Sinh thái Quốc tế)
- Miss Planet International [en] (2016)
(Hoa hậu Hành tinh Quốc tế)
- Miss Cosmo World [en] (2017)
(Hoa hậu Hoàn vũ Thế giới)
- Miss Multinational (2017)[19][20]
 (Hoa hậu Đa quốc gia)
- Miss Polo International [en] (2018)
(Hoa hậu Polo Quốc tế)
- Miss Glam World (2018)[21]
 (Hoa hậu Quyến rũ Thế giới)
- Miss Glamour Look International (2019)[22] 
(Hoa hậu Vẻ đẹp Quyến rũ Quốc tế)
- Miss Supermodel Worldwide (2019)[23] 
(Hoa hậu Siêu mẫu Toàn thế giới)
- Queen of International Tourism (2019)[24] 
(Nữ hoàng Du lịch Quốc tế)
- World's Unforgettable Beauty (2020)[25]
- Miss Elite (2021)[26]
- Miss Aura International [th] (2021)[27] 
(Hoa hậu Hào quang Quốc tế)
- Miss Glamour International (2021)[28] 
(Hoa hậu Quyến rũ Quốc tế)
- Miss Environment International (2022)[29]
 (Hoa hậu Môi trường Quốc tế)
- Miss Face of Humanity (2022)[30] 
(Hoa hậu Gương mặt Nhân văn)
- Miss Petite Global (2022)[31]
- Queen of the World (2022)[32]
- Supermodel International (2022)[33]
 (Siêu mẫu Quốc tế)
- Miss Supraglobal (2022)[34] 
(Hoa hậu Siêu toàn cầu)
- Miss Business Global (2023)[35] 
(Hoa hậu Doanh nhân Toàn cầu)
- Miss Charm (2023)
(Hoa hậu Sắc đẹp)
- Miss Fitness Supermodel World (2023)
- Miss Mutya International (2023)[36]
- Universal Woman (2023)[37]
- Miss Cosmo [en] (2024)
 (Hoa hậu Hoàn vũ Quốc tế)
- Miss Celebrity International (2024)[38] 
(Hoa hậu Siêu sao Quốc tế)

#### Lục địa, khu vực, tiểu khu vực và văn hóa
Sau đây là các cuộc thi sắc đẹp cấp châu lục và khu vực:
- Miss Eupore (1927)
(Hoa hậu châu Âu)
- Reinado Internacional del Café (1957)
- Miss Asia Pacific International (1965)
(Hoa hậu châu Á Thái Bình Dương Quốc tế)
- Miss América Latina [en] (1981)
- Miss Asian America [en] (1985)
- Miss Africa (1987)[39]
- Miss Pacific Islands [en] (1987)
- Miss India Worldwide [en] (1990)
(Hoa hậu Ấn Độ toàn Thế giới)
- Reina Hispanoamericana (1991)
- Miss Chinese World [en] (2005)
- World Muslimah [en] (2011)[40]
 (Muslimah Thế giới)
- Miss Filipina International (2013)[41]
- {{ill|Miss South East Asia Tourism Ambassadress|en|Miss Tourism International#Miss South East Asia Tourism Ambassadress]] (2015)
- Reina Internacional de la Paz Petite (2020)[42]
- Reina Internacional del Cacao (2020)[43]

#### Thanh thiếu niên
Danh sách các cuộc thi sắc đẹp dành cho thanh thiếu niên:
- Miss Teen International [en] (1966)
(Hoa hậu Thiếu niên Quốc tế)
- Miss Teen Intercontinental (1973)[44]
 (Hoa hậu Thiếu niên Liên lục địa)
- Miss Teen USA (1983)
(Hoa hậu Thiếu niên Mỹ)
- Miss Teenager World [en] (1990)
- Miss Teen World [en] (2001)
- Miss Teen Earth (2012)
 (Hoa hậu Thiếu niên Trái đất)
- Teen Universe International (2012)[45]
- Miss Teen International IN (2018)
 (Hoa hậu Thiếu niên Quốc tế)
- Miss Teen Supranational [en] (2018)
(Hoa hậu Thiếu niên Siêu quốc gia)
- Miss Eco Teen (2018)[46] 
(Hoa hậu Sinh thái Thiếu niên)
- Miss Teen Grand International (2023)[47]
- Miss Teen Icon International (2024)[48]

#### Quý bà
Danh sách các cuộc thi sắc đẹp quý bà quốc tế:
- Mrs. World (1984)
(Hoa hậu Quý bà Thế giới)
- Mrs. International (1988)
 (Hoa hậu Quý bà Quốc tế)
- Mrs. Globe (1996)
(Hoa hậu Quý bà Hoàn cầu)
- Mrs. Universe (2007)
 (Hoa hậu Quý bà Hoàn vũ)

#### Cao tuổi
Danh sách các cuộc thi sắc đẹp dành cho phụ nữ cao tuổi (từ 40 tuổi trở lên):
- Senior Pageants Group [en] (2015)

#### Ngừng sản xuất
- Miss Globe International (1925–2021)
- International Pageant of Pulchritude [en] (1926–1935)
- Miss Subways [en] (1941–2019)
- Miss Scandinavia (1961–2021)
(Hoa hậu Scandinavia)
- International Teen Princess [en] (1966–1974)
- Miss Maja International (1966–1989)
- Miss Globe (1974–2018)
 (Hoa hậu Hoàn cầu)
- Miss Asia Pageant (1985–2022)
 (Cuộc thi Hoa hậu châu Á)
- Reina Mundial del Banano (1985–2019)
- Miss Wonderland (1988–1990)
- Miss Chinese International Pageant (1988–2019)
(Hoa hậu người Hoa Quốc tế)
- Miss Model of the World (1988–2022)
(Hoa hậu Người mẫu Thế giới)
- Miss All National (1989–2019)[49] 
(Hoa hậu Các Quốc gia)
- Miss Global Beauty Queen (1998–2022)[50] 
(Nữ hoàng Sắc đẹp Toàn cầu)
- Miss Arab World (2006–2021)
 (Hoa hậu Thế giới Ả Rập)
- Miss United Continents [en] (2006–2022)
- Nuestra Belleza Latina [en] (2007–2021)
- ECOWAS Peace Pageant [en] (2008–2012)
- Ms. International [en] (2010–2018)
- Miss University Africa [en] (2010–2021)
- Miss Asia Pacific World [en] (2011–2014)
- Miss Heritage Global [en] (2013–2022)
 (Hoa hậu Di sản Toàn cầu)
- Miss Crystal Angel International (2018)
 (Hoa hậu Thiên thần Pha lê Quốc tế)
- Reina Mundial de los Carnavales (2020–2021)

### Quốc gia

#### Châu Á
- Ấn Độ
  - Miss India
 (Hoa hậu Ấn Độ)
- Đài Loan
  - Miss Taiwan 
(Hoa hậu Đài Loan)
- Hàn Quốc
  - Miss Korea 
(Hoa hậu Hàn Quốc)
- Kazakhstan
  - Miss Kazakhstan 
(Hoa hậu Kazakhstan)
- Lào
  - Miss Universe Laos
 (Hoa hậu Hoàn vũ Lào)
- Mông Cổ
  - Miss Mongolia 
(Hoa hậu Mông Cổ)
  - Miss World Mongolia 
(Hoa hậu Thế giới Mông Cổ)
- Nhật Bản
  - Miss Universe Japan
 (Hoa hậu Hoàn vũ Nhật Bản)
  - Miss World Japan 
(Hoa hậu Thế giới Nhật Bản)
  - Miss International Japan 
(Hoa hậu Quốc tế Nhật Bản)
- Philippines
  - Miss Philippines 
(Hoa hậu Philippines)
  - Miss Philippines Earth
 (Hoa hậu Trái Đất Philippines)
- Singapore
  - Miss Universe Singapore
 (Hoa hậu Hoàn vũ Singapore)
- Thái Lan
  - Miss Universe Thailand 
(Hoa hậu Hoàn vũ Thái Lan)
  - Miss Grand Thailand 
(Hoa hậu Hòa bình Thái Lan)
- Trung Quốc
  - Miss China World 
(Hoa hậu Trung Quốc Thế giới)
  -  Hồng Kông
    - Miss Hong Kong Pageant 
(Hoa hậu Hồng Kông)
    - Miss Asia Pageant 
(Hoa hậu châu Á)

  -  Ma Cao
    - Miss Macau 
(Hoa hậu Ma Cao)
- Việt Nam
  - Miss Vietnam 
(Hoa hậu Việt Nam)
  - Miss Cosmo Vietnam 
(Hoa hậu Hoàn vũ Việt Nam)
  - Miss Universe Vietnam 
(Hoa hậu Hoàn vũ Việt Nam)
  - Miss World Vietnam 
(Hoa hậu Thế giới Việt Nam)
  - Miss Earth Vietnam 
(Hoa hậu Trái Đất Việt Nam)
  - Miss Grand Vietnam
 (Hoa hậu Hòa bình Việt Nam)

#### Châu Âu
- Albania
  - Miss Universe Albania 
(Hoa hậu Hoàn vũ Albania)
- Ba Lan
  - Miss Earth Poland 
(Hoa hậu Trái Đất Ba Lan)
- Bỉ
  - Miss Belgium 
(Hoa hậu Bỉ)
- Nga
  - Miss Russia 
(Hoa hậu Nga)
- Pháp
  - Miss France 
(Hoa hậu Pháp)
- Phần Lan
  - Miss Finland 
(Hoa hậu Phần Lan)
- Iceland
  - Miss Iceland 
(Hoa hậu Iceland)
- Séc
  - Česká Miss 
(Hoa hậu Séc)

#### Châu Đại Dương
- Úc
  - Miss Universe Australia 
(Hoa hậu Hoàn vũ Úc)

#### Châu Mỹ
- Argentina
  - Miss Mundo Argentina 
(Hoa hậu Thế giới Argentina)
  - Miss Earth Argentina 
(Hoa hậu Trái đất Argentina)
- Aruba
  - Miss Aruba 
(Hoa hậu Aruba)
- Brasil
  - Miss Brazil 
(Hoa hậu Brasil)
- Canada
  - Miss Universe Canada 
(Hoa hậu Hoàn vũ Canada)
- Colombia
  - Miss Universe Colombia 
(Hoa hậu Hoàn vũ Colombia)
- Costa Rica
  - Miss Costa Rica 
(Hoa hậu Costa Rica)
- Cuba
  - Miss Cuba
 (Hoa hậu Cuba)
- Hoa Kỳ
  - Miss USA
  - Miss America
  - Miss Teen USA 
(Hoa hậu Tuổi Teen Mỹ)
- México
  - Mexicana Universal
 (Hoa hậu Hoàn vũ México)
- Nicaragua
  - Miss Nicaragua 
(Hoa hậu Nicaragua)
- Panama
  - Señorita Panamá
- Paraguay
  - Miss Paraguay 
(Hoa hậu Paraguay)
- Venezuela
  - Miss Venezuela 
(Hoa hậu Venezuela)

#### Châu Phi
- Ai Cập
  - Miss Egypt
 (Hoa hậu Ai Cập)
- Algérie
  - Miss Algérie [en]
(Hoa hậu Algérie)
- Angola
  - Miss Angola
(Hoa hậu Angola)
- Botswana
  - Miss Botswana [en]
(Hoa hậu Botswana)
  - Miss Universe Botswana [en]
(Hoa hậu Hoàn vũ Botswana)
  - Miss Earth Botswana [en]
(Hoa hậu Trái Đất Botswana)
- Ghana
  - Miss Ghana 
(Hoa hậu Ghana)
- Kenya
  - Miss World Kenya
 (Hoa hậu Thế giới Kenya)
- Nam Phi
  - Miss South Africa 
(Hoa hậu Nam Phi)
- Tanzania
  - Miss Universe Tanzania 
(Hoa hậu Hoàn vũ Tanzania)
- Uganda
  - Miss Uganda 
(Hoa hậu Uganda)

#### Quốc gia cũ
- Serbia và Montenegro
  - Miss Serbia and Montenegro 
(Hoa hậu Serbia và Montenegro)
- /  Nam Tư
  - Miss Yugoslavia 
(Hoa hậu Nam Tư)

## Cuộc thi sắc đẹp dành cho nam giới

### Cuộc thi quốc tế

#### Quy mô lớn
Danh sách sau đây là các cuộc thi sắc đẹp nam hàng đầu thế giới; được biết đến như là cuộc thi sắc đẹp lớn dành cho nam giới. Sáu cuộc thi sắc đẹp nam giới được coi là cuộc thi lớn:
- Manhunt International (1993)
- Mister World (1996)
(Nam vương Thế giới)
- Mister International (2006)
(Nam vương Quốc tế)
  - Thái Lan
  - Philippines
- Mister Global (2014)
(Nam vương Toàn cầu)
- Mister Supranational (2016)
 (Nam vương Siêu quốc gia)
- Man of the World (2017)[55][56]

#### Quy mô nhỏ
Sau đây là danh sách các cuộc thi sắc đẹp dành cho nam giới quy mô nhỏ. Các danh sách này dựa trên năm thành lập.
- Mister Model International (2013)
(Nam vương Người mẫu Quốc tế)
- Mister Universe International (2015)
(Nam vương Hoàn vũ Quốc tế)
- Man of the Year (2016)
- Mister Planet (2016)
(Nam vương Hành tinh)
- Mister Grand International
 (Nam vương Hòa bình Quốc tế)
  - Brasil (2016)[58]
  - Châu Á (2017)[16][57]
- Mister Tourism World (2016)
(Nam vương Du lịch Thế giới)
- Mister National Universe (2017)
(Nam vương Hoàn vũ Quốc gia)
- Mister Universe Tourism (2017)
 (Nam vương Du lịch Hoàn vũ)
- Mister Earth World (2018)[59] 
(Nam vương Trái Đất)
- Man of the Globe International (2019)
- Mister Continental World (2019)
(Nam vương Lục địa Thế giới)
- Mister Glam International (2019)
(Nam vương Quyến rũ Quốc tế)
- Mister Tourism Globe (2019)[60] 
(Nam vương Du lịch Hoàn cầu)
- Caballero Universal (2021)
- Mister Friendship International (2021)
(Nam vương Hữu nghị Quốc tế)
- Man Hot Star International (2022)
- Mister Heritage (2022)[61] 
(Nam vương Di sản)
- Mister Universe
(Nam vương Hoàn vũ)
  - Ấn Độ (2022)
  - Hoa Kỳ (2024)
- World Fitness Supermodel (2022)[62]
- Great Man of the Universe (2023)
- Mister Celebrity International (2023)
(Nam vương Siêu sao Quốc tế)
- Mister Cosmopolitan (2023)
- Mister Culture International (2023)
(Nam vương Văn hóa Quốc tế)
- Mister Earth International (2023)
(Nam vương Trái Đất Quốc tế)
- Mister Fashion Model (2023)
(Nam vương Người mẫu Thời trang)
- Mister Fitness Supermodel World (2023)
(Nam vương Siêu mẫu Thể hình Thế giới)
- Mister Tourism Intercontinental (2024)[63]
 (Nam vương Du lịch Liên lục địa)

#### Châu lục và khu vực
- Mister Asian International (2011)[64] 
(Nam vương châu Á Quốc tế)
- Mr. Mesoamérica Universe (2012)[65]
- Mr. Latinoamérica Internacional (2023)

#### Thanh thiếu niên
Danh sách các cuộc thi sắc đẹp dành cho thanh thiếu niên:
- Mister Teen World [en] (2003)[66]
- Mister Teenager Universe (2024)[67] 
(Nam vương Thanh thiếu niên Hoàn vũ)

#### Ngừng sản xuất
- Mr. Europe (1993–1998)
(Nam vương châu Âu)
- Mr. Joven Internacional (1993–1999)
- Mr. Scandinavia (1997–2003)
 (Nam vương Scandinavia)
- Hombre Internacional (1998–2002)
- Male International Model (1998–2005)
- Mister Handsome International (1998–2019)
- Mister Intercontinental (1998–2002)
- Mr. International (1998–2003)
- Mister Continents (1999–2003)
- Mister Young International (2000–2014)
- Mister Tourism International (2001–2015)
- Mister Latino International (2002–2004)
- Mister Model Millenium (2003)
- Mister Teen Continents (2002–2003)
- Mister Tourism Universe (2002–2005)
- International Best Male Model of the World (2003)
- Axe Men World Male Model (2004)
- Mr. Globe (2004)
- Mister Teen Model World (2004)
- Zeus of the World (2004)
- Mister Continentes del Mundo (2005–2016)
- Mister Expo World (2005–2020)
- Mister Mundial (2005–2014)
- Mister Pacific of the World (2006–2018)
- World Most Beautiful Bum (2007–2008)
- Mister Sea World (2008–2019)
- Men Universe Model (2008–2019)
- Fresh Faces (2010–2013)
- Mister Teen Jade Universe (2010–2018)
- Mister Jade Universe (2010–2018)
- Mister Pacífico y el Caribe (2012–2015)
- Mister Universo Mundial (2012–2019)
- Mister América Internacional (2013–2019)
- Mister Mesoamérica International (2013–2019)
- Mister Teen Mesoamérica Universe (2013–2017)
- Mr. Joven Mesoamérica International (2014–2019)
- Mister Real Universe (2014–2019)
- Mister Teen América International (2014–2019)
- Mister Teen Earth (2014–2022)
- Mister Global Teen (2015–2018)
- Mister United Continents (2015–2018)
- Mister Universal Ambassador (2015–2019)
- Mister Model Universe (2015–2019)
- Mister Globe (2015–2021)[68]
- Mister Grand International (Philippines) (2017–2018)
- Mister Trifinio Mundo Internacional (2017–2019)
- Mister Tourism and Culture Universe (2018–2019)
- Mister United World [th] (2018–2019)
- Man of the Earth (2021–2022)

### Quốc gia

#### Châu Á
- Đài Loan
  - Mister Taiwan
- Indonesia
  - The New L-Men of The Year
  - Putera Indonesia [id]
  - Mister Indonesia [id]
  - Mister Global Indonesia [id]
- Philippines
  - Manhunt International Philippines [en]
  - Mister International Philippines
  - Mister Pilipinas Worldwide [en]
  - Mister World Philippines [en]
- Thái Lan
  - Mister Global Thailand
  - Mister International Thailand [th]
- Việt Nam
  - Mister Fitness Supermodel Vietnam
  - Mister Vietnam
  - Mr World Vietnam
  - The Next Gentleman

#### Châu Âu
- Séc
  - Muž roku [cs]

#### Châu Mỹ
- Hoa Kỳ
  - Mister USA [th]

## Cuộc thi sắc đẹp dành cho LGBTQIA+ & Người khiếm thính

### Cuộc thi quốc tế
Sau đây là danh sách các cuộc thi sắc đẹp LGBTQIA+ quốc tế lớn nhất.
- Miss International Queen (2004)
(Hoa hậu Chuyển giới Quốc tế)
- Mr Gay World (2009)
(Nam vương Đồng tính Thế giới)
- Miss Star International [en] (2010)
- Miss T World [en] (2017)
- Miss Trans Global (2020)
(Hoa hậu Chuyển giới Toàn cầu)
- Miss Teen World International (2021)
- Mister Bear International (2024)[70] 
(Nam vương Gấu Quốc tế)
- Mr Gay Universe (2025)
 (Nam vương Đồng tính Hoàn vũ)

Sau đây là danh sách các cuộc thi sắc đẹp khiếm thính quốc tế lớn nhất.
- Miss & Mister Deaf World (2001)[71][72]
- Miss & Mister Deaf International (2010)[73][74]
- Mister Deaf Universum (2014)[75]

#### Lục địa và khu vực
- Mr Gay Europe (2005)
(Nam vương Đồng tính châu Âu)
- Miss Wheelchair Latinoamericana (2021)

#### Ngừng sản xuất
- Mr. Gay International (2005–2012)
(Nam vương Đồng tính Quốc tế)
- Super Sireyna Worldwide (2014–2018)
- Best Model of the World [en] (1990–2021)[76]
- Miss Fabulous International [en] (2022–2023)

### Quốc gia

#### Châu Á
- Ấn Độ
  - Mr Gay India
- Nhật Bản
  - Mr Gay Japan
- Philippines
  - Mr Gay World Philippines
- Thái Lan
  - Miss Tiffany's Universe 
(Hoa hậu Hoàn vũ Tiffany)
  - Mr Gay World Thailand 
(Nam vương Đồng tính Thế giới Thái Lan)
- Việt Nam
  - Miss International Queen Vietnam 
(Hoa hậu Chuyển giới Việt Nam)

#### Châu Âu
- Anh Quốc
  - Mr Gay UK
- Bỉ
  - Mr Gay Belgium
- Tây Ban Nha
  - Mr Gay España
- Ý
  - Il Gay più bello d'Italia

#### Châu Mỹ
- Chile
  - Mister Gay Chile

#### Châu Phi
- Nam Phi
  - Mr Gay World South Africa